# Georg Schmid von Grüneck

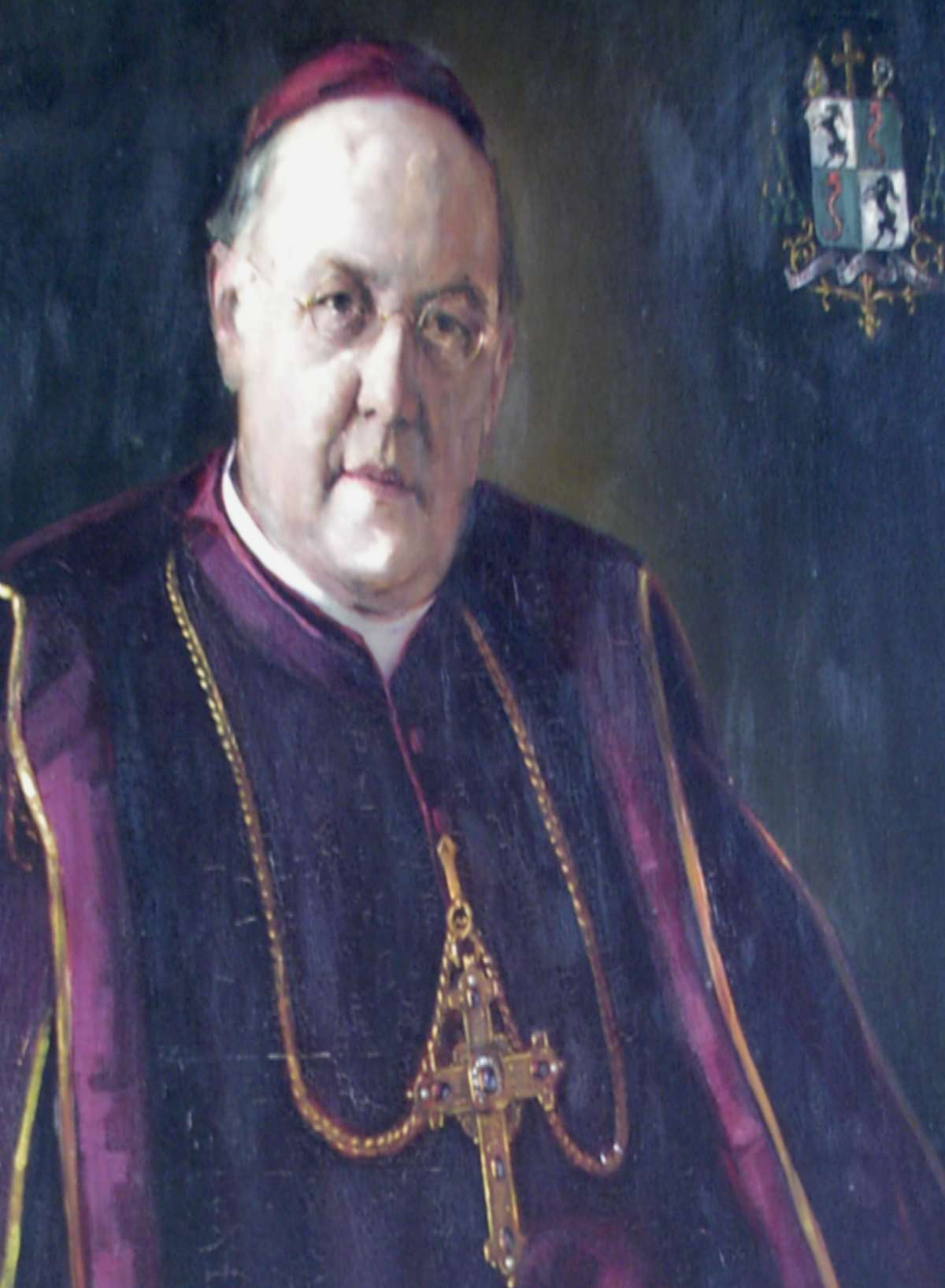
Georg Schmid von Grüneck 1851–1932, Bischof von Chur (1908–1932)

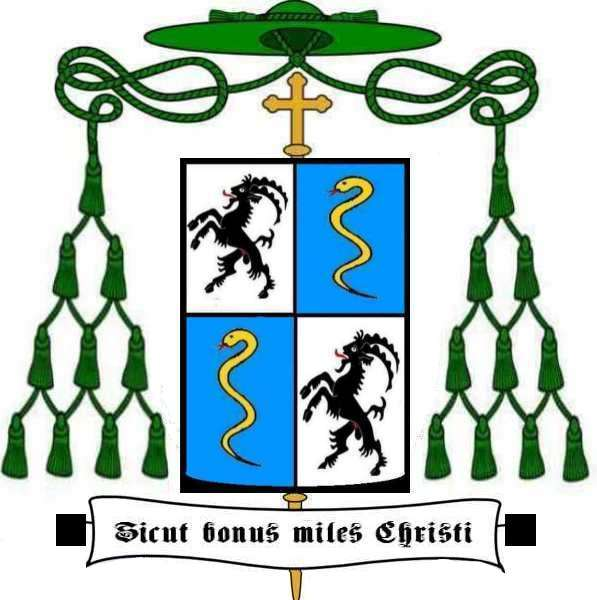
Wappen des Bischofs von Chur

Georg Schmid von Grüneck (* 29. November 1851 in Surrein; † 6. Mai 1932 in Chur) war römisch-katholischer Bischof des Bistums Chur.

## Leben
Georg stammte aus einer Bündner Familie des Oberen oder Grauen Bundes. Sein Vater, Anton Modest Schmid von Grüneck, war Hauptmann in der Päpstlichen Schweizergarde, seine Mutter Maria Magdalena Crufer stammte aus Domat/Ems. Eingeschult wurde er in Chur, seine Familie zog 1862 wieder in den Heimatort zurück, wo er die Grundschule besuchte. Ab Herbst 1866 wechselte er an das Kollegium Maria Hilf in Schwyz, wo er 1872 die Maturitätsprüfung mit Erfolg ablegte.
Er studierte Medizin, brach ab und ging als Student der englischen Sprache nach St Edmund Hall in Oxford (England); sein Studium finanzierte er mit Deutschunterricht. Beeindruckt von Henry Edward Kardinal Manning, dem Erzbischof von Westminster, kehrte er 1874 nach Chur zurück und trat als Priesteramtskandidat in das Seminar St. Luzi ein, wo ihm am 1. August 1875 Weihbischof Kaspar Willi das Sakrament der Priesterweihe spendete.
Kurze Zeit als Hilfslehrer am Kollegium Maria Hilf in Schwyz tätig, zog es ihn wieder nach London. 1876 schrieb er sich als Doktorand für Kirchenrecht an der Dominikanerhochschule Santa Maria sopra Minerva in Rom ein, die heute mit der Päpstlichen Universität Heiliger Thomas von Aquin vereint ist.
Nach seiner Promotion zum Doktor beider Rechte war er als Privatlehrer im Kreise des Marquis de Cony d’Arsy in Frankreich tätig. 1878 rief ihn Bischof Kaspar Willi in das Bistum Chur zurück und erteilte ihm einen Lehrauftrag für die Stiftsschule des Klosters Disentis. 1880 dozierte er Kirchenrecht, Exegese und Pädagogik am Priesterseminar St. Luzi in Chur. 1889 ernannte ihn Bischof Johannes Fidelis Battaglia zum Kanzler. Seine Aufgabe war der Ausbau der Seelsorgestationen in den Kantonen Zürich, Glarus und Graubünden und die Beschaffung der Finanzen.
1895 zum nichtresidierenden Domherr, 1898 zum Generalvikar ernannt, wurde er Offizial und Regens am Priesterseminar und 1908 vom Domkapitel zum Nachfolger des resignierten Bischofs Battaglia zum Bischof von Chur gewählt. Diese Wahl bestätigte Papst Leo XIII. am 13. Juli 1908. Die Bischofsweihe spendete ihm am 4. Oktober desselben Jahres in der Kathedrale Mariä Himmelfahrt in Chur sein Vorgänger als Bischof von Chur, Johannes Fidelis Battaglia; Mitkonsekratoren waren Jakob Stammler, der Bischof von Basel und Lugano, sowie Ferdinand Rüegg, der Bischof von St. Gallen. Sein bischöflicher Wahlspruch lautete Sicut bonus miles Christi („Wie ein tapferer Soldat Christi“).
Papst Benedikt XV. setzte ihn als vatikanischen Diplomaten in seinem Bemühen um die Beendigung des Ersten Weltkriegs ein. Trotz seiner Gewandtheit auf dem diplomatischen Parkett führten die Verhandlungen nicht zum Erfolg.
In seinem vierundzwanzigjährigen Episkopat errichtete Bischof Georgius weitere 17 Pfarreien und liess von 1921 bis 1928 die Churer Kathedrale restaurieren.
Kirchenmusikalisch war er ein Förderer des romanischen Chorgesangs und trug selbst mit Kompositionen (Liedern und Messen) zur Bereicherung und Ausgestaltung der feierlichen Gottesdienste bei.
Von 1925 bis 1932 war er Vorsitzender der Schweizer Bischofskonferenz. Zur Bewältigung seiner vielfachen Aufgaben stellte ihm Papst Pius XI. am 28. April 1928 mit Anton Gisler einen Koadjutor mit dem Recht der Nachfolge zur Seite. Dazu kam es allerdings nicht, denn der Nachfolger starb bereits am 4. Januar 1932, wenige Monate vor seinem Vorgänger.
Bischof Georgius Schmid von Grüneck wurde unter grosser Anteilnahme des Klerus und der Gläubigen seines Bistums in der Bischofsgruft vor der Kathedrale Mariä Himmelfahrt beigesetzt.